# Vulpes vulpes ichnusae
La volpe sarda (Vulpes vulpes ichnusae Miller, 1907) è un mammifero carnivoro appartenente alla famiglia dei Canidae.

## Origine e diffusione
La sottospecie ichnusae è considerata endemica della Sardegna e della Corsica. L'ipotesi più diffusa fa risalire la sua origine al Pleistocene, durante il quale la continuità territoriale del blocco sardo-corso con il continente ne avrebbe permesso l'immigrazione; il successivo isolamento geografico avrebbe in seguito determinato la differenziazione genetica. Questa ipotesi non è condivisa da tutti in quanto un'altra teoria fa risalire l'origine al Neolitico per opera di ripetute introduzioni causate dall'uomo di individui di differenti provenienze. A favore di questa seconda ipotesi ci sarebbe la variabilità genetica riscontrata fra le popolazioni di V. vulpes ichnusae e alcuni Autori ritengono che nell'isola siano presenti popolazioni di entrambe le sottospecie, l'ichnusae e la continentale crucigera .

## Morfologia
Rispetto alla sottospecie continentale, quella isolana si differenzia per la taglia minore, con una lunghezza del corpo di 59-64 cm, e per le orecchie più piccole; gli altri caratteri sono sostanzialmente simili a quelli della crucigera: testa con profilo frontale triangolare, con muso appuntito, occhi grandi, orecchie larghe ed erette e appuntite, zampe brevi, coda lunga circa metà del corpo. Il mantello è fulvo, con colorazione bianca sul ventre e alla punta della coda.

## Habitat
Pur avendo consistenze della popolazione variabili nel tempo e nel territorio, la volpe è ubiquitaria in quanto è presente in diversi ambienti, compresi quelli antropizzati. La si trova negli ambienti forestali e di macchia ma anche in agrosistemi e presso insediamenti umani.

## Etologia
Animale solitario e abbastanza elusivo, ha abitudini prevalentemente notturne. Pur essendo un predatore a tutti gli effetti, è in sostanza un onnivoro in quanto la sua dieta è eterogenea ed è composta, oltre che da prede animali, anche da prodotti vegetali (soprattutto frutta) e detriti. L'attività predatoria riguarda uova, rettili, uccelli e piccoli mammiferi.
Si rifugia in tane scavate nel terreno, composte da più camere e provviste di più vie d'uscita.
La riproduzione è annuale, con accoppiamenti che si verificano nei mesi di gennaio e febbraio e nascite a marzo e aprile. La prole, composta da 3-5 cuccioli, è accudita dalla madre per 3-4 mesi.

## Fattori di rischio
Pur non essendoci conoscenze sull'effettiva entità della popolazione, non si ritiene che la volpe sia minacciata. Dal punto di vista biologico ha una notevole versatilità e capacità di adattamento che le permettono d'insediarsi in svariati ambienti, anche quelli antropizzati. Considerato animale dannoso, sia alle coltivazioni sia agli allevamenti, è oggetto di persecuzioni da parte dell'uomo.
È ammessa la caccia, regolamentata dalla Legge Regionale n. 23 del 1998.